# Stockbåten
Stockbåten infångades i ett fiskenät cirka sex sjömil utanför Bläsinge på Öland i februari 2002. Den hade fastnat i fiskare Mikael Öhlunds trål och drogs upp från 60 meters djup. En stor trästock trodde han först och lät transportera det otypliga fyndet till hemmahamnen där den lades på en pall. När stocken torkat kunde man dock konstatera att det var en gammal träbåt. Virket var en yxhuggen tallstock med längden 3,5 meter och bredden upp till 50 centimeter. Enligt en C14-datering lär stockbåten vara från 1000-1250 efter Kristus, vilket motsvarar skiftet mellan sen vikingatid och äldre medeltid. Troligen har den tillhört en liten ölandsfamilj på 1100-talet. Den är välbevarad och har undersökts och konserverats hos Kalmar läns museum. Den är nu utställd och ingår i museets samlingar.